# 7555 Венволков
7555 Венволков (7555 Venvolkov) — астероїд головного поясу, відкритий 28 вересня 1981 року.
Тіссеранів параметр щодо Юпітера — 3,531.
Названий на честь Веньяміна Васильовича Волкова, відомого офтальмолога, який зробив значний вклад у ліквання раку, травм та опіків ока.